# Stéphanie Gibaud
Stéphanie Balique-Gibaud, (Lille, 6 de junio de 1965) en  es una especialista en relaciones públicas y marketing organizacional de eventos.
En un puesto en el UBS Francia en París, ella ha notablemente tenido un rol decisivo denunciando las prácticas de evasión fiscal y de blanqueo de fraude fiscal en banda organizada del UBS AG Suiza con la complicidad del UBS  Francia.

## Biografía
Tras terminar sus estudios de idiomas (inglés, alemán y español) en Lille, ha trabajado entre desde 1986 al 2012, para TransMancheLink (TML, Le Tunnel sous la Manche) en Calais, en la Embajada de Estados Unidos en París, el club de fútbol RC Lens y el Banco de gestión de fortunas UBS de Francia en París.
En el verano 2014, fue nombrada Miembro Fundador y Secretaria General de la Asociación PILA (plataforma internacional de activadores de alerta), que dejó en mayo de 2015 para concentrarse en la creación de una empresa con la misión de desarrollar una estructura económica de actividades para los activadores de alerta y una asociación de asociaciones que unifiquen las sinergias compuestas de expertos benévolos, de miembros independientes y de asociaciones organizadas por ciudades y por regiones.

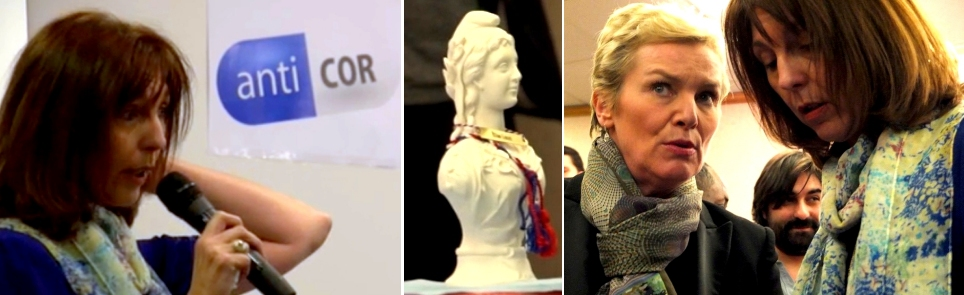
Fotos de entrega del premio Anticor 2015

En el 2015 ella recibe el premio Anticor en el transcurso de la velada "Ética" contra "caserolas". Ese premio recompensó su lucha desde hace varios años contra el fraude fiscal.
El 10 de septiembre de 2015, Stéphanie Gibaud fue nominada para el Premio Sájarov, junto con otros dos activadores de alerta, Edward Snowden y Antoine Deltour.

## El caso UBS
Durante ocho años consagró su trabajo en el UBS. El objetivo es el desarrollo de en el territorio francés de asociaciones con casas de lujo y organizar eventos para los clientes más ricos del banco suizo.
En el año 2007 estalla el caso del banquero estadounidense Bradley Birkenfeld. Este se presenta por ante la justicia de su país revelando que él ayudó a sus clientes a defraudar el Internal Revenue Service. Todos los procesos internos del banco fueron modificados en todo el mundo donde el UBS estaba presente.
La superior jerárquica de Stéphanie Gibaud , contratada precisamente en el mismo momento donde explotó el caso norteamericano, le confirió la tarea en el mes de junio de 2008,  de destruir el contenido de fichas informáticas como consecuencia de una investigación y allanamiento que se realizó en la Oficina del Director General en París.
Esas fichas informáticas contenían los nombres y apellidos de los clientes y de las perspectivas del banco, sus coordenadas como también los nombres y apellidos de los encargados de negocios respectivos en Francia, e igualmente en Suiza, también Luxemburgo, Bélgica, Mónaco, entre otros.
Sin embargo, Stéphanie Gibaud no ejecutó la orden, y su superior jerárquica le reiteró su instrucción y le solicitó también la destrucción del contenido de sus armarios de archivos.
Acto seguido le sigue una verdadero acoso. Stéphanie Gibaud presenta quejas de hostigamiento, de haber sido dejada de lado, y de discriminación.
Varios colaboradores del banco se acercan a ella y le confirman que el ejercicio de los encargados de negocios suizos en el territorio francés es ilegal. Ellos le explican que también UBS Francia ha puesto en marcha una contabilidad paralela, denominada " libro de leche", que reagrupa mensualmente las transacciones de evasión fiscal de clientes franceses en relación con el offshore.
UBS Francia intentó despedirla en el año 2009, pero ese despido fue rechazado. En el 2010, UBS Francia presenta una denuncia contra su colaboradora Gibaud por difamación, perdiendo esa causa. La colaboradora finalmente fue despedida en el año 2012.
Activó una alerta desde el año 2008 en la Inspección de Trabajo y después por ante el procurador de la República con una demanda contra su empleador a fines del 2009, Stéphanie Gibaud fue recibida por la BRDP (brigada de represión de la delincuencia contra las personas) en febrero del 2011 y en marzo del 2015, y también en el SNDJ (Aduanas Judiciales) en varias oportunidades en los años 2011 y 2012.
Ella fue igualmente recibida por los investigadores belgas en el marco de la puesta en examen del UBS Bélgica en el mes de julio de 2014 y varias veces en el 2015.
Stéphanie Gibaud fue atendida en el Senado francés por Eric Bocquet, Miembro informante de la Comisión de Evasión Fiscal, en el año 2012 y por Yann Galut, Diputado, en julio del 2013.
Ella aparece en los informes de la comisión de investigación senatorial del 17 de julio de 2012 y del 17 de octubre de 2013.
Ella publicó en el mes de febrero de 2014 "La mujer que sabía verdaderamente mucho" por la editorial de Cherche Midi. En ese libro ella explica ciertos mal funcionamientos del banco suizo, en relación con el ejercicio ilícito de los encargados de negocios suizos sobre el territorio francés y la evasión fiscal.
El periodista de investigación Antoine Peillon, que firma el epílogo de su libro, explica claramente que Stéphanie Gibaud fue una de las fuentes de su libro " Los 600 mil millones que le faltan a Francia", publicado en el mes de marzo de 2013.
El 5 de marzo de 2015, el Tribunal des Prud'Hommes de París le da la razón a Stéphanie Gibaud, y condena al Banco UBS a pagar 30.000 Euros de multa por hostigamiento. Sentencia que no fue apelada por la institución bancaria.
En el mes de mayo de 2015, Stéphanie Gibaud y su editor son perseguidos por difamación por el UBS Francia.
El 17 de junio de 2015, Stéphanie Gibaud, fue recibida en la Embajada Argentina en Francia, con sede en París, en marco de la investigación que realiza la República Argentina por medio de la Comisión Bicameral Parlamentaria, presidida por el diputado Roberto Feletti , la cual investiga las maniobras ilegales bancarias y financieras del banco HSBC y de otras entidades bancarias, y también con la presencia del Administrador Federal de Ingresos Públicos de la AFIP Dr. Ricardo Echegaray. En dicha sede diplomática, ella pudo presentar un pormenorizado informe sobre las maniobras ilícitas de los encargados de negocios suizos, realizadas en el UBS Francia, y describir el ardid que utilizó el UBS y otras entidades bancarias para facilitar la fuga de capitales y la evasión fiscal.

## Publicación
- La mujer que sabía verdaderamente mucho, París, Ediciones Cherche-Midi, Edición de bolsillo.[9]